# بندآب چین روزه
تاریخی پس از اسلام است و در شهرستان اندیمشک، بخش الوار گرمسیری، دهستان مازو، روستای چین روزه واقع شده و این اثر در تاریخ ۱۵ اسفند ۱۳۸۵است..